# Боем града
Боем града је дебитантски албум српског фолк певача Драгија Домића, издат 2017. године за Гранд продакшн. На албуму се налази тринаест песама, од тога три дуета са Верицом Шерифовић, Надицом Адемов и Ђанијем.

## Списак песама
| №   | Назив                  | Текст                           | Музика                 | Трајање |  |
| 1.  | Бар на пола сата       | Марина Туцаковић                | Дамир Хандановић       | 3:05    |  |
| 2.  | Боем града             | Дејан Прашчевић                 | Дејан Прашчевић        | 3:37    |  |
| 3.  | Принц и принцеза       | Цезар                           | Александар Домић       | 3:16    |  |
| 4.  | Где сте сада другови   | Стеван Симеуновић               | Милорад Мића Николић   | 3:14    |  |
| 5.  | Сви се другови оженили | Дарко Поповић                   | Дарко Поповић          | 3:50    |  |
| 6.  | Зато сада пијем        | Стевица Јовановић (текстописац) | Стевица Јовановић      | 4:10    |  |
| 7.  | Још овај пут           | Стеван Симеуновић               | Саша Николић (музичар) | 3:39    |  |
| 8.  | Певам, певам           | Раша Дабановић                  | Шабан Шаулић           | 3:49    |  |
| 9.  | Тражим неку као ти     | Миомира Драгичевић              | Зоран Беочанин Сотир   | 3:48    |  |
| 10. | Не сећам се            | Миладин Богосављевић            | Горан Ратковић Рале    | 3:36    |  |
| 11. | Трошио ме живот брате  | Миодраг Ж. Илић                 | Игор Јотић             | 3:35    |  |
| 12. | Црно и бело            | Дејан Вукајловић                | Милош Матејић          | 3:52    |  |
| 13. | Књига живота           | Вања Трифуновић                 | Верица Шерифовић       | 3:20    |  |